# 에어포트 79
에어포트 79(The Concorde: Airport '79)는 미국에서 제작된 데이빗 로웰 리치 감독의 1979년 영화이다. 알랭 들롱 등이 주연으로 출연하였고 제닝스 랭 등이 제작에 참여하였다.

## 출연

### 주연
- 알랭 들롱
- 수잔 브레이클리

### 조연
- 로버트 와그너
- 실비아 크리스텔
- 조지 케네디
- 에디 알버트
- 비비 앤더슨

## 제작진
- 원작자: 아서 헤일리
- 미술: 헨리 범스테드
- 의상: 버튼 밀러